# 강지훈 (축구 선수)
강지훈(1997년 1월 6일 ~ )은 대한민국의 축구 선수이다. 포지션은 윙어이며 현재 FC 안양 소속이다.

## 클럽 경력
2018시즌을 앞두고 K리그1의 강원 FC에 입단했다. 2018년 4월 11일 수원 삼성 블루윙즈와의 경기에서 프로 데뷔골을 기록했다.
2020년 5월 25일 병역 의무 이행을 위해 상주 상무에 입단하였다.

## 국가대표 경력
2017년 FIFA U-20 월드컵 최종명단에 포함되었다. 2017년 5월 20일에 열린 기니와의 조별예선 1차전에 출전했다.